# حلمي النمنم
حلمى النمنم (1959 -): هو وزير الثقافة المصري منذ 19 سبتمبر 2015. وهو كاتب صحفي، ومؤرخ مصري مهتم بالقضايا التاريخية والسياسية والاسلامية. حاصل على ليسانس من كلية الآداب بقسم الفلسفة بجامعة عين شمس عام 1982. بعد تخرجه من الجامعة، عمل صحفيا بقسم التحقيقات، في مجلة حواء، بدار الهلال، ثم انتقل منها إلى مجلة «المصور»، حيث تدرج في المناصب، حتى وصل إلى منصب رئيس مجلس إدارة دار الهلال. شارك في تأسيس جريدة الدستور، والذي خرج الإصدار الأول منها عام 1995، كأول جريدة خاصة تصدر منذ قيام ثورة يوليو 1952، كما شارك في تأسيس جريدة «المصري اليوم».

## مؤلفاته
أنتج ما يزيد عن 20 كتابًا حول قضايا مختلفة، ومنها:
- أيام سليم الأول في مصر
- سيد قطب..سيرة وتحولات
- الرائدة المجهولة زينب فواز
- حسن البنا الذي لا نعرفه
- الأزهر الشيخ والمشيخة
- الحسبة وحرية التعبير
- سيد قطب وثورة يوليو
- طه حسين والصهيونية
- وليمة للإرهاب الديني
- رسائل الشيخ علي يوسف وصفية السادات
- التاريخ المجهول: المفكرون العرب والصهيونية وفلسطين

## قام بتقديم العديد من الكتب الهامة منها
- مقدمة رواية «الباريسية الحسناء» التي ترجمها اديب
- مقدمة كتاب مناهج الالباب المصرية في مباهج الآداب العصرية لرفاعة رافع الطهطاوي

## شغل العديد من المناصب منها
- رئيس مجلس إدارة دار الهلال
- رئيس مجلس إدارة دار الكتب والوثائق القومية
- رئيس الهيئة المصرية العامة للكتاب